# Крашево (Лідзбарський повіт)
Крашево (пол. Kraszewo, нім. Reichenberg) — село в Польщі, у гміні Лідзбарк-Вармінський Лідзбарського повіту Вармінсько-Мазурського воєводства.
Населення — 561 особа (2011).
У 1975-1998 роках село належало до Ольштинського воєводства.

## Демографія
Демографічна структура станом на 31 березня 2011 року:
|          | Загалом | Допрацездатний вік | Працездатний вік | Постпрацездатний вік |
| -------- | ------- | ------------------ | ---------------- | -------------------- |
| Чоловіки | 304     | 53                 | 231              | 20                   |
| Жінки    | 257     | 50                 | 164              | 43                   |
| Разом    | 561     | 103                | 395              | 63                   |